# Арлезіанка
Арлезіанка — новела, написана Альфонсом Доде і вперше опубліковане в його збірці Листи з мого млина (Lettres de mon moulin) у 1869 році.
На замовлення Леона Карвальйо автор у 1872 році переробив оповідання на п'єсу у трьох діях з музикою і хором. Жорж Бізе написав сценічну музику до постановки, прем'єра якої відбулася 1 жовтня 1872 року в театрі Водевіль (нині — Гомон).
П’єса не мала успіху і була знята з репертуару після лише 21 вистави. Згодом музика була використана для створення двох сюїт з тією ж назвою: першу склав сам Бізе у листопаді 1872 року, другу — після його смерті у 1875 році Ернестом Гіро.
Інша п’єса мала бути поставлена того вечора, 1 жовтня 1872 року, але в останній момент її заборонила цензура, і натомість було показано «Арлезіанку». Багато глядачів були розчаровані цим замінником.
П’єса Доде лягла в основу італійської опери Арлезіанка (1897) з лібрето Леопольдо Маренко та музикою Франческо Чілеа.
8 березня 1999 року радіо BBC Radio 4 транслювало адаптацію п’єси Доде під назвою The Girl from Arles («Дівчина з Арля»), написану та перекладену з французької Майклом Робсоном, у постановці Енід Вільямс. У головних ролях: Френсіс Джитер — Роза Мамаї, Джон Вудвайн — Бальтазар, Мері Вімбуш — мадам Рено, Джеффрі Вайтгед — Франсе Мамаї, Гевін М'юр — Мітіфіо, Джайлз Фейган — Фредері, Тіллі Ґонт — Віветта, Бен Кроу — Марк.
7 червня 2025 року відбувся перший показ вистави Арлезіанка у Національному академічному драматичному театрі імені Івана Франка. Режисер-постановник - Дмитро Богомазов.

## Ролі
| Роль         | Прем'єрний склад, 1 жовтня 1872 (Диригент: Шарль Константен) |
| ------------ | ------------------------------------------------------------ |
| Бальтазар    | месьє Парад (Parade)                                         |
| Фредері      | месьє Абель (Abel)                                           |
| Патрон Марк  | месьє Кольсон (Colson)                                       |
| Франсе Мамаї | месьє Корналья (Cornaglia)                                   |
| Мітіфіо      | месьє Реньє (Regnier)                                        |
| Член екіпажу | месьє Лакруа (Lacroix)                                       |
| Слуга        | месьє Муассон (Moisson)                                      |
| Роза Мамаї   | мадам Фаргей (Fargueil)                                      |
| Рено         | мадам Алексі (Alexis)                                        |
| Невинний     | мадам Моран (Morand)                                         |
| Віветта      | мадам Ж. Барле (J. Barlet)                                   |
| Служниця     | мадам Леруа (Leroy)                                          |
| Хор          |                                                              |

## Сюжет
Дія п’єси відбувається в Провансі, Франція. Арлезіанка, тобто «дівчина з Арля», є коханою молодого селянина на ім’я Фредері. Однак, дізнавшись про її зраду напередодні весілля, Фредері впадає у відчай. Родина юнака намагається його врятувати , але врешті-решт Фредері вчиняє самогубство, кинувшись з балкона.
Хоча п’єса заснована на однойменному оповіданні автора, вперше опублікованому у газеті L'Événement («Подія», 1866), а згодом у збірці Lettres de mon moulin («Листи з мого млина», 1869), сюжет був натхненний реальною подією — самогубством племінника письменника Фредеріка Містраля внаслідок божевільного кохання (фр. amour fou).

## Цікаві факти
Оскільки головна героїня жодного разу не з’являється на сцені, слово Арлезіанка стало в сучасній французькій мові позначенням особи, яка демонстративно відсутня у певному місці чи ситуації, особливо невидимого персонажа у літературному творі.